# Kapgal, Manvi
Kapgal là một làng thuộc tehsil Manvi, huyện Raichur, bang Karnataka, Ấn Độ.